# Stade Marcel-Michelin
Das Stade Marcel-Michelin (voller Name: Parc des Sports Marcel-Michelin) ist ein Rugby-Stadion in der französischen Stadt Clermont-Ferrand, Département Puy-de-Dôme. Es befindet sich an der Avenue de la République nordöstlich des Stadtzentrums und ist die Heimspielstätte des Rugby-Union-Vereins ASM Clermont Auvergne, der in der obersten Liga Top 14 vertreten ist. Die Anlage bietet 19.022 Plätze für die Zuschauer. Davon sind 15.653 Sitzplätze und 3369 Stehplätze. Es stehen 40 rollstuhlgerechte Plätze und 40 Plätze für die Begleiter sowie 1527 V.I.P.-Plätze bereit. Benannt ist es nach Marcel Michelin (1886–1945), einem Geschäftsführer des Reifenherstellers Michelin und Gründer sowie erster Präsident des Vereins. Michelin gehörte der Résistance an. Er starb im Januar 1945 im Zwangsarbeitslager Ohrdruf.